# (55222) Makotoshinkai
(55222) Makotoshinkai est un astéroïde de la ceinture principale.

## Description
(55222) Makotoshinkai est un astéroïde de la ceinture principale. Il fut découvert le 12 septembre 2001 à l'observatoire Goodricke-Pigott par Roy A. Tucker. Il présente une orbite caractérisée par un demi-grand axe de 3,26 UA, une excentricité de 0,23 et une inclinaison de 1,6° par rapport à l'écliptique.